# 3. Liga
3. Liga eller Dritte Liga (Tredje Liga) er den tredjebedste række i tysk fodbold. De to øverste klubber rykker op i 2. Bundesliga, mens nr. 3 spiller opryknings-play-off mod nr. 16 fra 2. Bundesliga. De tre nederste klubber (nr. 18-20) rykker ned i Regionalliga Nord , Regionalliga West og Regionalliga Süd.

## Historie
Ligaen blev oprettet i 2008, og i starten var det meningen, at den skulle hedde 3. Bundesliga, men dette navn blev opgivet, da det ikke var DFL, den tyske ligaforening, men derimod DFB, det tyske fodboldforbund, der kom til at administrere ligaen. I daglig tale kan den dog godt blive omtalt 3. Bundesliga.

## Vindere 2008-
| Sæson   | Mester                 | Vicemester             | oprykker via play-off  |
| ------- | ---------------------- | ---------------------- | ---------------------- |
| 2008/09 | 1. FC Union Berlin     | Fortuna Düsseldorf     | SC Paderborn 07        |
| 2009/10 | VfL Osnabrück          | FC Erzgebirge Aue      | FC Ingolstadt 04       |
| 2010/11 | Eintracht Braunschweig | Hansa Rostock          | Dynamo Dresden         |
| 2011/12 | SV Sandhausen          | VfR Aalen              | SSV Jahn Regensburg    |
| 2012/13 | Karlsruher SC          | Arminia Bielefeld      |                        |
| 2013/14 | 1. FC Heidenheim       | RB Leipzig             | SV Darmstadt 98        |
| 2014/15 | Arminia Bielefeld      | MSV Duisburg           |                        |
| 2015/16 | Dynamo Dresden         | FC Erzgebirge Aue      | Würzburger Kickers     |
| 2016/17 | MSV Duisburg           | Holstein Kiel          | SSV Jahn Regensburg    |
| 2017/18 | 1. FC Magdeburg        | SC Paderborn 07        |                        |
| 2018/19 | VfL Osnabrück (2)      | Karlsruher SC          | Wehen Wiesbaden        |
| 2019/20 | Bayern München II      | Würzburger Kickers     | Eintracht Braunschweig |
| 2020/21 | Dynamo Dresden (2)     | Hansa Rostock          | FC Ingolstadt 04       |
| 2021/22 | 1. FC Magdeburg (2)    | Eintracht Braunschweig | 1. FC Kaiserslautern   |
| 2022/23 | SV Elversberg          | VfL Osnabrück          |                        |
| 2023/24 |                        |                        |                        |

## Klubber i 2022/2023
| Hold                 | By                   | Stadion                        | Kapacitet |
| -------------------- | -------------------- | ------------------------------ | --------- |
| Erzgebirge Aue       | Aue-Bad Schlema      | Erzgebirgsstadion              | 15,711    |
| SpVgg Bayreuth       | Bayreuth             | Hans-Walter-Wild-Stadion       | 21,500    |
| Borussia Dortmund II | Dortmund             | Stadion Rote Erde              | 9,999     |
| Dynamo Dresden       | Dresden              | Rudolf-Harbig-Stadion          | 32.066    |
| MSV Duisburg         | Duisburg             | Schauinsland-Reisen-Arena      | 31.500    |
| SV Elversberg        | Spiesen-Elversberg   | Waldstadion an der Kaiserlinde | 10,000    |
| Rot-Weiss Essen      | Essen                | Stadion an der Hafenstraße     | 20,650    |
| SC Freiburg II       | Freiburg im Breisgau | Dreisamstadion                 | 24,000    |
| Hallescher FC        | Halle                | Erdgas Sportpark               | 15.057    |
| FC Ingolstadt        | Ingolstadt           | Audi Sportpark                 | 15.000    |
| Viktoria Köln        | Köln                 | Sportpark Höhenberg            | 10.001    |
| Waldhof Mannheim     | Mannheim             | Carl-Benz-Stadion              | 25.667    |
| SV Meppen            | Meppen               | Hänsch-Arena                   | 16.500    |
| 1860 München         | München              | Grünwalder Stadion             | 15.000    |
| VfB Oldenburg        | Oldenburg            | Marschweg-Stadion              | 15,000    |
| VfL Osnabrück        | Osnabrück            | Stadion an der Bremer Brücke   | 16,667    |
| 1. FC Saarbrücken    | Saarbrücken          | Ludwigsparkstadion             | 16.003    |
| SC Verl              | Verl                 | Sportclub-Arena                | 5.153     |
| Wehen Wiesbaden      | Wiesbaden            | BRITA-Arena                    | 12.250    |
| FSV Zwickau          | Zwickau              | GGZ-Arena Zwickau              | 10.049    |